# Pseodorhinotia brunnea
Pseodorhinotia brunnea is een keversoort uit de familie Belidae. De wetenschappelijke naam van de soort is voor het eerst geldig gepubliceerd in 1838 door Guerin-Meneville.